# Jesu (album)
Jesu è il primo album del gruppo omonimo, pubblicato dalla Hydra Head Records l'8 dicembre 2004.
A differenza di Heart Ache EP, in questo lavoro Justin Broadrick si avvale di altri musicisti, come Ted Parsons alla batteria, Diarumuid Dalton al basso, e nel brano "Man/Woman" di Paul Neville alla chitarra.
La versione giapponese dell'album contiene un bonus disc con due brani aggiuntivi.

## Tracce
Testi e musiche di Justin Broadrick.
1. Your Path to Divinity – 9:14
2. Friends Are Evil – 9:43
3. Tired of Me – 9:30
4. We All Faulter – 6:56
5. Walk on Water – 11:23
6. Sun Day – 10:02
7. Man/Woman – 9:28
8. Guardian Angel – 8:06

Durata totale: 74:22

## Formazione
- Justin Broadrick - chitarra elettrica, basso, tastiere, voci
- Ted Parsons - batteria, percussioni
- Diarmuid Dalton - basso (tracce 1, 3, 4, 8)
- Paul Neville - chitarra (traccia 7)

Cast tecnico
- Justin K. Broadrick – produzione, fotografia
- Lars Klokkerhaug, Lars Sorensen – ingegneria del suono
- Aaron Turner – design, layout